# Soledad Atzompa
Soledad Atzompa är en kommun i Mexiko.   Den ligger i delstaten Veracruz, i den sydöstra delen av landet, 220 km öster om huvudstaden Mexico City.
Följande samhällen finns i Soledad Atzompa:
- Mexcala
- Tlatilpa
- Tlatzala
- Tetlatzinga
- Xonotla
- Xiquila
- Tepaxapa
- Huixtitla
- Atexcalco
- Tlalpan
- Monterrey
- San Juan de los Lagos
- Tepexpan
- Capulines
- Ahuatempa
- Atempa
- Acuapa
- Buena Vista
- Porvenir
- Las Porfiadas
- Exoquila
- Teotlalco
- Tetla
- Barrio Nuevo
- Benito Juárez
- Linda Vista
- Texmoltitla